# Biejsug (rejon wysiełkowski)
Biejsug (ros. Бейсуг) – osiedle w Rosji, w Kraju Krasnodarskim, w rejonie wysiełkowskim. W 2010 liczyło 2480 mieszkańców.